# Ronde Molen (Overslag)
De Ronde Molen was een stellingmolen te Overslag in de provincie Zeeland, Nederland. Van deze molen resten enkel nog de molenromp en de aangebouwde mechanische maalderij.

## Geschiedenis
Deze stenen korenmolen werd gebouwd in 1859 door de familie Schaut omdat de rosmolen van de boerderij te weinig capaciteit had. In 1865 werd de boerderij met de beide molens verkocht aan de familie Plasschaert. Later werd de molen uitgebreid met een aanbouw en in de molen een dubbele maalstoel gebouwd, aangedreven door een motor. In het najaar van 1925 brak een roe af en werd de molen onttakeld. De kap, de stelling, het wiekenkruis en het gaande werk werden verwijderd. Voortaan werd er enkel op de motor gemalen. De molenromp en de aangebouwde mechanische maalderij worden nu enkel nog gebruikt als opslagruimte. De rosmolen werd in 1989 gesloopt maar de molenromp en de mechanische maalderij werden in 2004 beschermd als monument.